# Димитровград
Вижте пояснителната страница за други значения на Димитровград.
Димѝтровград е град в Южна България, област Хасково, в близост (на 15 км) до град Хасково. Той е административен център на Община Димитровград, регионален търговски, промишлен и транспортен център.
Разположен е в Тракийската низина по поречието на река Марица. По последни данни на НСИ от 31.12.2019 жителите му са 33 088. По данни на ГРАО към 15 март 2024 г. в града живеят 34 160 души по настоящ адрес и 42 923 души по постоянен адрес. По население е вторият в областта (след областния център) и третият най-голям необластен град в страната (след Асеновград и Казанлък). В България по население заема и 26-а позиция, изправарвайки по жители областни градове като Ловеч, Силистра, Разград и Смолян.

## География
Отстои на 220 км от столицата София и на 15 км от областния град Хасково. Най-близкото българско пристанище е Бургас – на 205 км, а гръцкото пристанище Дедеагач (Александруполис) на Бяло море е на около 190 км през Маказа. Най-близката безмитна зона се намира в Пловдив – на 75 км, а най-близкият граничен контролно-пропускателен пункт е Капитан Андреево – на 80 км.

### Транспорт
През Димитровград минават трасетата на европейски транспортни коридори 8, 9 и 10.
Димитровград е една от най-големите и важни разпределителни гари в Южна България. През общината минават жп линии София – Свиленград и Русе – Подкова. В града е разположен транспортен терминал, работещ по направление Европа – Близкия изток.

## Климат
Климатът е преходно-континетален. Средната годишна температура в Димитровград е +12,6 °С. Лятото е топло и сухо, зимата е мека. Най-много валежи падат през май-юни, а най-малко през септември. 

## История
В миналото на мястото на днешния Димитровград има три села – Раковски (Каяджик), Мариино (Кокарджа) и Черноконево (Караатли). Село Раковски възниква в началото на XIX век на мястото на 2 турски чифлика. През 1873 г. край селото се изгражда гара на железопътната линия на барон Хирш и това ускорява развитието му.
През 1941 година компанията „Гранитоид“ започва изграждането при Раковски на нов промишлен комплекс, като купува съществуваща въгледобивна мина в Маришкия басейн и започва изграждането на циментовия завод „Вулкан“ с годишен капацитет 100 хиляди тона и топлоелектрическа централа.
След Деветосептемврийския преврат от 1944 година продължава развитието на промишления комплекс, като новия тоталитарен комунистически режим обявява изграждането на изцяло нов град по модела на съветския Комсомолск на Амур. В проекта е ангажирано младежко бригадирско движение, в което младежи от различни краища на страната полагат доброволен труд като първите от тях пристигат на място на 10 май 1947 година. Димитровград е създаден официално с обединението на Раковски, Мариино и Черноконево на 2 септември 1947 г. с решение, подписано от тогавашния министър-председател и лидер на БРП (к) Георги Димитров, който на базата на решението на младежката организация, Димитровския комсомол, дава собственото си име.
Градът е построен от 50 000 бригадири, които пристигат от 963 български градове и села. Част от тях стават жители на новия град. От 1948 до 1950 г. те работят в самостоятелна бригада, наречена „Млада гвардия“. Техният девиз е: „Ние изграждаме града, градът изгражда нас!“. Бригадирите построяват десетки жилища, Азотно-торовия завод, пътната мрежа на днешната община Димитровград.

## Архитектура
Димитровград е застроен в типично сталински стил, популярно известен като „съветски ампир“ или „сталински барок“. Фасадите от най-ранния социалистически барок често са монументални, с цокли в стил рустика, малки балюстрадни балкони и монументални пиластри. В града се срещат и сгради, издигнати в по-късния стил на архитектурния социалистически модернизъм от 70-те и 80-те години на ХХ в.
Усилено се работи по идеята (и проекта) Димитровград да бъде обявен за паметник на културата от национално значение. Целта на проекта е градоустройствените, архитектурни и паркови ансамбли от 1950-1970-те години да придобият статут на национални културни ценности. Именно заради уникалната си архитектура, градът е поканен да участва в европейския проект за тоталитарен туризъм, чийто маршрут включва 15 града.

## Население
Според оценки на НСИ към 31 декември 2017 г. населението на Димитровград е 34 614 души, от които 16 661 мъже (48,13 %) и 17 953 жени (51,87 %). През първите 10 г. след създаването му населението на града е около 34 000 души. Оттогава започва да расте, най-вече заради мигрантите от селските райони, като достига своя връх през периода 1985 – 1992 г. с повече от 50 000 жители. След този период населението започва да намалява.

### Численост на населението
Преброявания на населението
Численост на населението според преброяванията през годините:
| \| Година на преброяване \| Численост \| \| --------------------- \| --------- \| \| 1956 \| 34 162 \| \| 1965 \| 41 816 \| \| 1975 \| 45 595 \| \| 1985 \| 53 804 \| \| 1992 \| 50 677 \| \| 2001 \| 45 918 \| \| 2011 \| 38 738 \| \| 2021 \| 31 994 \| |           |
| Година на преброяване | Численост |
| 1956 | 34 162    |
| 1965 | 41 816    |
| 1975 | 45 595    |
| 1985 | 53 804    |
| 1992 | 50 677    |
| 2001 | 45 918    |
| 2011 | 38 738    |
| 2021 | 31 994    |

### Етнически състав
Преброяване на населението през 2011 г.
Численост и дял на етническите групи според преброяването на населението през 2011 г.:
|                     | Численост | Дял (в %) |
| Общо                | 38 738    | 100.00    |
| Българи             | 32 895    | 84.91     |
| Турци               | 696       | 1.79      |
| Цигани              | 2011      | 5.19      |
| Други               | 154       | 0.39      |
| Не се самоопределят | 125       | 0.32      |
| Неотговорили        | 2857      | 7.37      |

## Религия
В града има 4 църкви – „Свети Димитър“, „Света Екатерина“, „Свети Атанасий“ в квартал Мариино и „Свети Георги“ в квартал Черноконево. Много известен е параклисът в близкото село Добрич, където има аязмо с лечебна вода.
Църквата „Свети Атанасий“ е изградена със средства на жителите на кв. Мариино, като за довършването ѝ решаващо значение е имала финансовата подкрепа на българския гражданин, емигрирал в Съединените щати, д-р Христо Атанасов. Осветена е от митрополит Арсений и отваря официално врати на 22 май 2003 г.

## Политика
Понастоящем кмет на Димитровград е Иво Димов, издигнат от ПП „ГЕРБ“. В общинския съвет на Димитровград 17 души са представители на ПП ГЕРБ, 4 – на ПП БСП, 10 – на КОАЛИЦИЯ ДА ЗА ДИМИТРОВГРАД. Двама общински съветници са независими.

## Икономика
Районът на Димитровград е с една от най-плодородните земи в страната. При създаването на града обаче там се развива химическа (химкомбинат, днес „Неохим“) и циментова промишленост, която силно замърсява атмосферата и почвата. Благодарение на тази индустрия Димитровград едва не става окръжен център по времето на комунизма.
Приоритетен дял в структурата на местната икономика заема промишлеността.

## Обществени институции

### Читалища
- Народно читалище „Култура 2002“ Архив на оригинала от 2016-01-11 в Wayback Machine.
- Народно читалище „Звездица 2003“ Архив на оригинала от 2012-01-18 в Wayback Machine.
- Народно читалище „Възраждане 1983“[неработеща препратка]
- Народно читалище „Васил Левски – 2003“
- Народно читалище „Христо Ботев 1902“[неработеща препратка]
- Народно читалище „Никола Вапцаров 1895“[неработеща препратка]
- Народно читалище „Нов път 2011“ с. Добрич
- Народно читалище „Устрем 2017"

### Театър
- Драматичен театър „Апостол Карамитев“

### Кино
2 са кината – „Медея“ и новооткритото платно за прожекции в мултиплекса на „Пайнер“. Първото не работи, а второто има прожекции 3 – 4 дни в седмицата.

### Музеи
- Дом-музей на Пеньо Пенев, който е част от Стоте национални туристически обекта. Намира се на бул. „Димитър Благоев“ № 9.
- Исторически музей – Димитровград, който е част от Стоте национални туристически обекта. Намира се на ул. „Св. Климент Охридски“ № 7, тел: 0391/6 67 87 (куратори), отворен за посещение от 9 до 12 ч. и от 14 до 17 ч.; почивни дни – събота и неделя. За посещение в музея не се заплаща входна такса. Екскурзоводските беседи също са безплатни. Има печат на БТС.

### Галерия
- Градска художествена галерия „Петко Чурчулиев“
- Градска художествена галерия „Асен Крайшников“

### Обсерватория
Народна астрономическа обсерватория и планетаруим „Джордано Бруно“ е разположена в парк „Никола Й. Вапцаров“. Самият планетариум е създаден през 1962 г. и е първият в България. Звездната му зала е оборудвана с два 2 телескопа и има капацитет от 60 места.

### Музика
Градът е известен:
- с музикална компания „Пайнер“,
- джаз трио Димитровград със солистка Мария Арнаудова; формацията е създадена през 1987 от Найден Клинчев (контрабас) и Митя Йорданов (пиано); членове: Митя Йорданов – аранжор, пиано, Петър Ганев – барабани, Димитър Русев – китара,
- както и с певиците Ваня Костова и Гергана.

### Спорт
В града има 2 стадиона – „Миньор“ и „Раковски“. Представителният отбор по футбол играе своите мачове на стадион „Миньор“, a юношите и детските формации – на „Раковски“. Стадион „Миньор“ има 3 тренировъчни игрища в задоволително състояние. Тенис клубът е разположен близо до стадион „Раковски“ и разполага с 5 игрища, покрити с шамот. Басейн „Химик“ e единственият в града и се намира точно зад стадион „Раковски“.
Във всички училища има спортни площадки.
В града също има и спортни отбори по борба, футбол, бадминтон, волейбол, баскетбол, кик-бокс, карате, джудо и много други. Най-развити са клуба по борба с треньор Салим Наим и клуба по бадминтон с треньори Димо Динков и Митко Станилов.
- ФК „Димитровград 1947“
- ВК „Раковски“

## Образование
- ОП „Детски и младежки център“

Училища
- ПМГ „Иван Вазов“
- ПЕГ „Д-р Иван Богоров“
- ПГ „Проф. д-р Асен Златаров“
- ОУ „Пенчо Петков Славейков“
- СУ „Васил Левски“
- СУ „Любен Каравелов“
- ОУ „Алеко Константинов“
- ОУ „Св. св. Кирил и Методий“
- ОУ „П.К.Яворов“

## Забележителности
Най-красивата природна забележителност в Димитровград е паркът „Пеньо Пенев“, възстановен през 2004 г. В парка има около 15 изкуствени езерца, но с вода са пълни около 4 – 5. В някои от тях могат да се видят водни лилии и различни видове риби.
В града има още 2 големи парка – „Никола Вапцаров“ (в кв. „Христо Ботев“) и „Марица“ край р. Марица.

## Туризъм

### Еко туризъм
Димитровград е сред най-озеленените градове в България. В покрайнините му са разположени 3 големи парка, а градинките и залесените площи са характерни за цялостния градски стил.
В парковете „Пеньо Пенев“ и „Никола Вапцаров“ може да се видят постиженията в озеленителната архитектура на България през 1950-те години: десетки видове дървета, храсти и цветя, множеството скулптури и скални късове с гравирани стихове в тях, белокаменни алеи с варовикови бордюри, живописни пасарелки и мозаечни стълбища, беседки и детските площадки, водни каскади, фонтани и др.
Защитена местност Злато поле е най-голямата влажна зона с естествен характер по поречието на река Марица. Тя включва водоеми и прилежащи площи, с храстовидна и дървесна растителност, където са съхранени неоценими по богатство растителни и животински видове. Злато поле е обявено за защитена местност от 11.08.2001 г.

### Балнеоложки туризъм
На няколко километра от Димитровград, в покрайнините на град Меричлери, се намират минерални извори, които са с доказани лечебни свойства. Температура на водата в тях е 35.4 градуса

### Светилището на нимфите
На 20 мин път от Димитровград, в покрайнините на село Каснаково, се намира Светилището на нимфите и Афродита – много добре запазен езически храм, построен от римския пълководец Тит Флавий, в чест на богинята на любовта Афродита, в края на 3 век н.е. Предание от дълбока древност гласи, че там вечер танцуват нимфите – безкрайно красиви женски създания в белоснежни воали, под които прозират стройните им тела. Легендата гласи, че ако жените пият от изворчето вода, те зачеват по-лесно и раждат красиви мъжки рожби – деца на непокорна Тракия.

## Редовни събития
- Ден на химика – 10 май
- 1 април – „Ден на хумора и шегата“. Ежегоден национален фестивал, организиран от НЧ „Васил Левски 2003“ гр. Димитровград
- Празник на Димитровград – 2 септември
- Есенни дни на културата
- Младежки джаз фестивал
- „Мис Димитровград“ – конкурс за красота

Официалният празник на Димитровград е 2 септември. Около тази дата, в рамките на 1 седмица, се провежда прочутият в областта Димитровградски панаир. Колоритното зрелище, заемащо значителна площ в красивия парк „Марица“, предлага най-различни забавления за малки и големи. Тук има традиционно виенски колела, блъскащи колички, захарен памук и многото „капанчета“, предлагащи бира и скара. Всяка вечер на голямата сцена, пред родна публика и гости, концерти и представления изнасят различни музикални и танцови групи, както и отделни изпълнители.
Изключение прави обаче Празникът на химика, когато традиционно се организира празнична програма от „Неохим“ АД. Комерсиални попфолк концерти обаче се провеждат всяка седмица в мултиплекса на звукозаписната къща „Пайнер“.
През 2 г. в Димитровград се провеждат поетични празници, посветени на поета Пеньо Пенев, свързал името си със строителството на града. На 7 май – рождения ден на поета, се връчва националната литературна награда, носеща неговото име.

## Известни личности
Родени в Димитровград
- Свещеник Петър Кирев Колев, основоположник и първи свещенослужител на християнската общност в с. Каяджик обесен мъченически на 18.07.1877 от османците
- Атанас Капралов, поет
- Надежда Алексиева (р. 1969), биатлонистка
- Владислав Панев, политик
- Красимира Банова, баскетболистка, европейска шампионка
- Атанас Вишанов, художник
- Васил Гюзелев, професор, историк
- Емил Димитров, футболист
- Дончо Донев, футболист
- Найден Клинчев, музикант
- Милко Асенов Панчев
- Ваня Костова, певица
- Христо Марков, световен и олимпийски шампион по троен скок, лека атлетика
- Здравко Нейчев, художник
- Петко Каневски, поет, общественик
- Добри Делев, спортист
- Доцо Вътков. композитор, диригент
- Нора, певица
- Румен Радев, президент на р. България (2017 –)
- Вежди Рашидов, художник, министър на културата (2009 – 13, 2016 – 17)
- Красимир Русев, шахматист
- Васил Сгурев, академик, кибернетик
- Елин Топузаков, футболист
- Петко Чурчулиев, художник
- Пламен Пасков (р. 1965), политик и общественик

Починали в Димитровград
- Пеньо Пенев, поет

Живели в Димитровград
- Таня Боева, поп и попфолк певица, учила и израснала в Димитровград
- Борис Вълканов, композитор, диригент, музикален педагог, почетен гражданин на Димитровград
- Петър Жеков, футболист, носител на „Златна обувка“
- Апостол Карамитев, актьор
- Гергана Кацарска, попфолк певица
- Божидар Божанов, първи министър на електронното управление (2021 – 2022)
- Николай Нанков, режисьор, учил и израснал в Димитровград
- Асен Крайшников, художник
- Елена Паришева, попфолк певица
- Иван Славчев, строителен инженер, изобретател, лауреат на Димитровска награда за 1952 г., Носител на Почетен знак 1-ва степен на ГНС на Димитровград от 1967 г.

## Медии
- Димитровградски новини – онлайн издание
- Димитроградски ПАЗАР – онлайн издание
- Димитровград BGvesti – онлайн издание
- dgnews.eu – (дгнюз) Архив на оригинала от 2019-02-28 в Wayback Machine. – онлайн издание

Филми, снимани в града
- „Димитровградци“ – български игрален филм от 1956 г., режисьори Никола Корабов и Дучо Мундров
- „Без изход“ – любителски игрален филм с режисьор Здравко Нейчев, заснет 1998 г.
- „Възникване и изграждане на Димитровград“ Архив на оригинала от 2015-01-28 в Wayback Machine. – Димитровград, заснет от „Кейбълтел“, 2009 г.
- „Нежни куршуми“ – игрален филм (драма, криминален) – режисьор Димитър Колев, сценарист Николай Николов, заснет 2012 – 2013 г.[10][11][12]
- „Другият наш възможен живот“-игрален филм от 2004 г. с режисьор Румяна Петкова, сценарий – Невелина Попова, оператор – Светлана Ганева. В ролите – Иван Иванов, Ваня Цветкова, Кирил Господинов, Сашка Братанова, Иван Кондов, Любен Чаталов и други. Това е последния филм с участието на Кирил Господинов

Телевизия
В Димитровград ефирно се приемат следните телевизионни програми:
| ТВ канал | Телевизия      | Предавател                    | Мощност |
| -------- | -------------- | ----------------------------- | ------- |
| 7        | БНТ 1          | Сградата на общ. Димитровград | 30 W    |
| 29       | Нова Телевизия | Сградата на общ. Димитровград | 100 W   |
| 39       | BTV            | Сградата на общ. Димитровград | 100 W   |

Кабелни оператори за територията на Димитровградска община са: A1, Булсатком, Vivacom и ESCOM.
Радио
В Димитровград ефирно се приемат следните радиопрограми:
| (УКВ) Честота (MHz) | Радиостанция             | Предавател                 | Мощност |
| ------------------- | ------------------------ | -------------------------- | ------- |
| 87.60               | Радио Метроном           | Хасково, Сградата на СБА   | 100 W   |
| 87.80               | БНР Хоризонт             | Сливен, РРТС Карандила     | 1 kW    |
| 88.10               | БНР Хоризонт             | Пловдив, РРТС Здравец      | 550 W   |
| 88.30               | БНР Радио Стара Загора   | Стара Загора, РРТС Хрищени | 1 kW    |
| 88.80               | Радио 1                  | Стара Загора, РРТС Хрищени | 250 W   |
| 89.10               | Радио FM+                | Пловдив, над с. Белащица   | 500 W   |
| 89.50               | Енджой                   | Хасково, РРТС Хасково      | 125 W   |
| 89.70               | Bulgaria ON AIR          | Стара Загора, РРТС Хрищени | 118 W   |
| 89.90               | Радио Фокус              | Пловдив, над с. Белащица   | 500 W   |
| 90.30               | Радио FM+                | Стара Загора, РРТС Хрищени | 250 W   |
| 90.80               | Радио Energy             | Стара Загора, РРТС Хрищени | 125 W   |
| 91.40               | Радио Веселина           | Хасково, Водонапорна кула  | 80 W    |
| 91.70               | БНР Христо Ботев         | Пловдив, РРТС Здравец      | 1 kW    |
| 92.20               | БНР Христо Ботев         | РРТС връх Ботев            | 10 kW   |
| 93.20               | Дарик Радио              | Кърджали, РРТС Стръмни рид | 1 kW    |
| 93.60               | БГ Радио                 | Стара Загора, РРТС Хрищени | 250 W   |
| 94.00               | БНР Радио Пловдив        | Пловдив, РРТС Здравец      | 3 kW    |
| 94.90               | БНР Христо Ботев         | Свиленград, РРТС Шейновец  | 3 kW    |
| 95.30               | Bulgaria ON AIR          | Хасково, ул. Пловдивска 39 | 100 W   |
| 95.50               | Радио 1                  | Пловдив, над с. Белащица   | 500 W   |
| 95.80               | Радио Веселина           | Стара Загора, РРТС Хрищени | 500 W   |
| 96.00               | БНР Христо Ботев         | Пампорово, РРТС Снежанка   | 1 kW    |
| 96.60               | Дарик Радио (Хасково)    | Хасково, РРС Аида          | 500 W   |
| 96.80               | Радио City               | Стара Загора, РРТС Хрищени | 224 W   |
| 97.00               | Радио Витоша             | Пловдив, над с. Белащица   | 480 W   |
| 97.20               | БНР Радио Стара Загора   | Сливен, РРТС Карандила     | 1 kW    |
| 97.40               | Радио Вероника           | Стара Загора, РРТС Хрищени | 125 W   |
| 97.60               | Радио FM+                | Свиленград, РРТС Шейновец  | 113 W   |
| 98.30               | БНР Христо Ботев         | Стара Загора, РРТС Хрищени | 1 kW    |
| 98.70               | БНР Христо Ботев         | Сливен, РРТС Карандила     | 1 kW    |
| 99.20               | БНР Христо Ботев         | Кърджали, РРТС Стръмни рид | 1 kW    |
| 99.70               | БНР Хоризонт             | Свиленград, РРТС Шейновец  | 3 kW    |
| 100.10              | Z-Rock                   | Стара Загора, РРТС Хрищени | 250 W   |
| 100.40              | Радио Фокус              | Хасково, ул. Пловдивска 39 | 150 W   |
| 100.90              | БНР Хоризонт             | РРТС връх Ботев            | 10 kW   |
| 101.20              | Дарик Радио (Сливен)     | Сливен, РРТС Карандила     | 1 kW    |
| 101.60              | БНР Хоризонт             | Пампорово, РРТС Снежанка   | 5 kW    |
| 102.10              | Z-Rock                   | Хасково, РРТС Хасково      | 233 W   |
| 102.70              | Bulgaria ON AIR          | Пловдив, над с. Белащица   | 570 W   |
| 103.10              | БНР Радио Пловдив        | Пампорово, РРТС Снежанка   | 1 kW    |
| 103.30              | Радио Fresh!             | Пловдив, над с. Белащица   | 500 W   |
| 103.40              | Радио 1 Рок              | Стара Загора, РРТС Хрищени | 224 W   |
| 103.70              | Z-Rock                   | Пловдив, над с. Белащица   | 465 W   |
| 104.00              | Дарик Радио (Хасково)    | Свиленград, РРТС Шейновец  | 1 kW    |
| 104.30              | Радио 1 Рок              | Пловдив, над с. Белащица   | 500 W   |
| 104.60              | Радио Фреш               | Стара Загора, РРТС Хрищени | 118 W   |
| 105.00              | БНР Хоризонт             | Кърджали, РРТС Стръмни рид | 10 kW   |
| 105.40              | Дарик Радио (Пловдив)    | Пловдив, РРТС Здравец      | 1.5 kW  |
| 106.20              | Радио N-Joy              | Стара Загора, РРТС Хрищени | 186 W   |
| 106.50              | Радио Веселина           | Пловдив, над с. Белащица   | 480 W   |
| 106.80              | Дарик Радио (Ст. Загора) | Стара Загора, РРТС Хрищени | 500 W   |
| 107.00              | Дарик Радио (Пловдив)    | Пампорово, РРТС Снежанка   | 1 kW    |
| 107.80              | БНР Радио Стара Загора   | Свиленград, РРТС Шейновец  | 1 kW    |

## Кухня
Димитровградската кухня е много разнообразна. Тук е събрана есенцията от цяла България, защото той е сред най-младите градове, изграден от пришълци от много селища и краища. Идвали са хора от цялата страна, които са работели, участвали са в строежа му, а голяма част от тях са останали да живеят в него. По този начин са се запазили някои от най-добрите български рецепти.
- Масленица[13]
- Баница със спанак[14]
- Димитровградска салата с катък[15]
- Агнешка супа
- Бърканица
- Пуска

## Побратимени градове
Димитровград е побратимен с:
- Айзенхютенщат, Германия
- Гросето, Италия
- Димитровград, Русия
- Казинцбарцика, Унгария

Приятелски отношения
- Цариброд, Сърбия
- Кешан, Турция
- Ферес, Гърция
- Кутина, Хърватия